# Matrice conjuguée
Pour les articles homonymes, voir Conjugaison (homonymie).
En algèbre linéaire, la matrice conjuguée d'une matrice {\displaystyle A} à coefficients complexes est la matrice {\displaystyle {\overline {A}}} constituée des éléments de {\displaystyle A} conjugués.
Plus précisément, si on note {\displaystyle a_{i,j}} et {\displaystyle b_{i,j}} les coefficients respectifs de {\displaystyle A} et de {\displaystyle {\overline {A}}} alors
{\displaystyle b_{i,j}={\overline {a_{i,j}}}}.
Par exemple si
{\displaystyle A={\begin{pmatrix}3+i&5\\2-2i&i\end{pmatrix}}}
alors
{\displaystyle {\bar {A}}={\begin{pmatrix}3-i&5\\2+2i&-i\end{pmatrix}}}.
Le concept de matrice conjuguée ne doit pas être confondu avec le concept de conjugaison dans un groupe général linéaire, on parle dans ce cas de matrices semblables. 

## Propriétés
On note {\displaystyle A} et {\displaystyle B} deux matrices quelconques de {\displaystyle M_{m,n}(\mathbb {C} )} et {\displaystyle \alpha \in \mathbb {C} } un scalaire.
- L'application « conjugaison » est antilinéaire : 
{\displaystyle {\overline {A+B}}={\overline {A}}+{\overline {B}},\quad {\overline {\alpha A}}={\overline {\alpha }}{\overline {A}}}.
- La matrice conjuguée de {\displaystyle {\overline {A}}} est {\displaystyle A}. Par conséquent, l'application « conjugaison » de  {\displaystyle \mathrm {M} _{m,n}(K)} dans lui-même est une bijection et une involution.
- La matrice conjuguée du produit de deux matrices est égale au produit des matrices conjuguées de ces deux matrices:
{\displaystyle {\overline {AB}}={\overline {A}}\,{\overline {B}}}.
- Si une matrice carrée {\displaystyle A} est inversible, alors sa matrice conjuguée l'est aussi, et la matrice conjuguée de l'inverse de {\displaystyle A} est égale à l'inverse de sa matrice conjuguée :
{\displaystyle {\overline {A^{-1}}}=\left({\overline {A}}\right)^{-1}}.